# Janville-sur-Juine
Janville-sur-Juine település Franciaországban, Essonne megyében. Lakosainak száma 1997 fő (2022. január 1.). Janville-sur-Juine Lardy, Auvers-Saint-Georges, Bouray-sur-Juine, Cerny, Chamarande és Villeneuve-sur-Auvers községekkel határos.

## Népesség
A település népességének változása:
| Lakosok száma | 1964 | 1948 | 2006 | 1962 | 1965 | 1970 | 1964 | 1953 | 1997 |
|               | 2013 | 2015 | 2016 | 2017 | 2018 | 2019 | 2020 | 2021 | 2022 |